# Zdeněk Chovanec

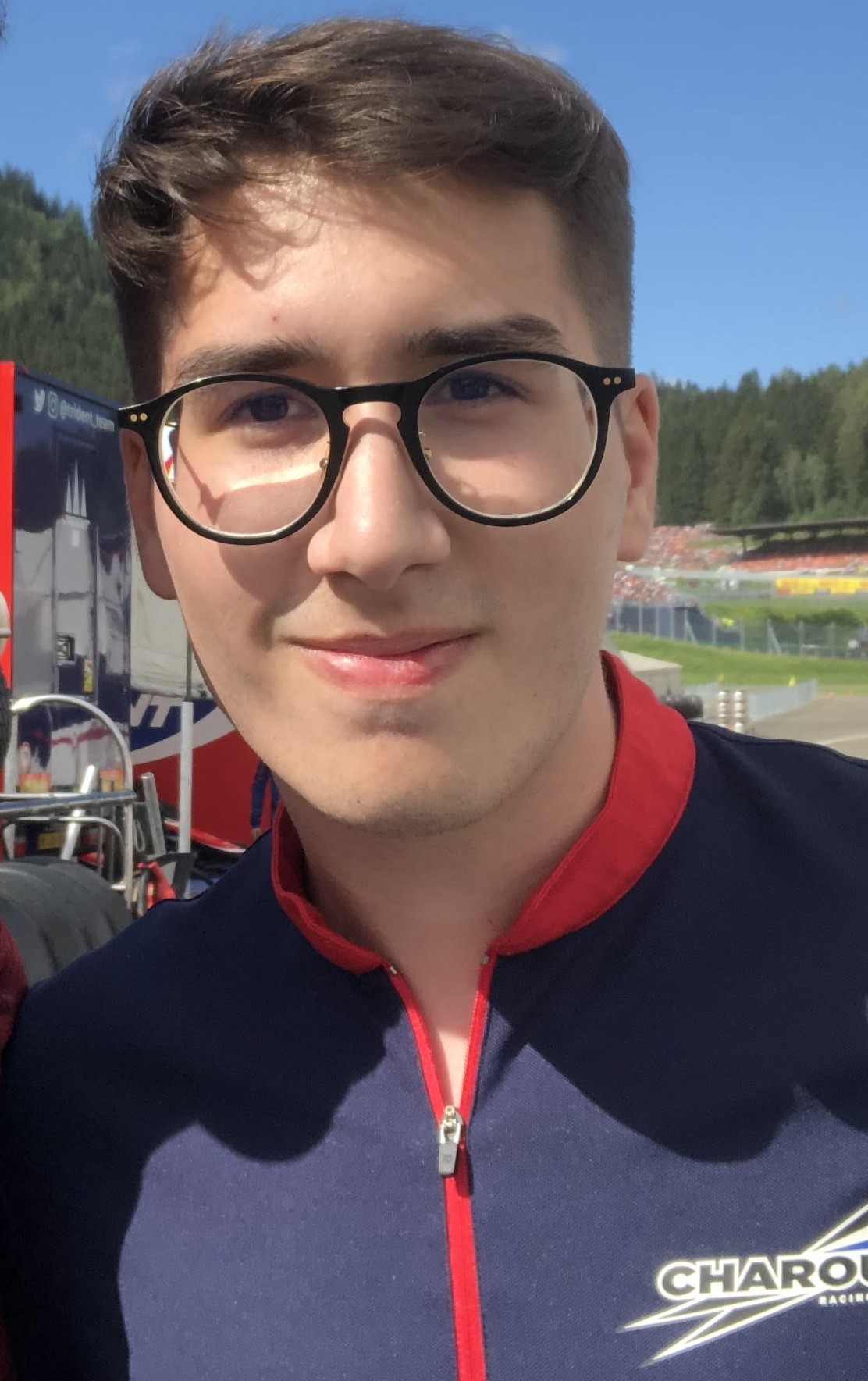
Zdeněk Chovanec

Zdeněk Chovanec (Puerto La Cruz, 9 oktober 2004) is een Tsjechisch-Venezolaans autocoureur die met een Portugese racelicentie rijdt.

## Autosportcarrière
Chovanec begon zijn autosportcarrière in het karting in 2018 op de relatief oude leeftijd van veertien jaar. In 2020 maakte hij zijn debuut in de autosport in het Formule 4-kampioenschap van de Verenigde Arabische Emiraten bij het team Xcel Motorsport. Hij behaalde twee podiumplaatsen op het Yas Marina Circuit en het Dubai Autodrome, waardoor hij met 113 punten zevende werd in het klassement. Vervolgens kwam hij uit in het Italiaanse Formule 4-kampioenschap voor het team Bhaitech. Hij kende een vrij lastig jaar, waarin hij slechts twee keer tot scoren wist te komen met een vijfde plaats op het Autodromo Enzo e Dino Ferrari en een zesde plaats op het Circuit Mugello. Hoewel hij de laatste twee raceweekenden niet deelnam, werd hij met 18 punten zeventiende in het kampioenschap.
In 2021 begon Chovanec het seizoen in het Aziatische Formule 3-kampioenschap bij het team BlackArts Racing. Hij reed enkel het eerste raceweekend op Dubai en behaalde zijn enige twee punten met een negende plaats in de derde race. Vervolgens stapte hij over naar de Euroformula Open, waarin hij uitkwam voor het team Double R Racing. Zijn beste resultaten waren twee zevende plaatsen op het Autodromo Enzo e Dino Ferrari, maar voor de rest van het kampioenschap reed hij voornamelijk rond in het achterveld. Halverwege het seizoen maakte hij de overstap naar het FIA Formule 3-kampioenschap, waarin hij in de laatste drie raceweekenden de vertrokken Reshad de Gerus verving bij het team Charouz Racing System. Zijn beste klasseringen tijdens deze races waren twee twintigste plaatsen op het Circuit Zandvoort en het Sochi Autodrom.
In 2022 stapte Chovanec over naar de BOSS GP, waarin hij in de Formule-klasse voor MM International Motorsport reed. Hij behaalde vijf zeges in de eerste zes races, maar verliet hierna de klasse. Zodoende werd hij vijfde met 147 punten. Ook keerde hij dat jaar terug in de FIA Formule 3 in het vierde raceweekend op Silverstone bij Charouz als vervanger van Lirim Zendeli.